# Bogdan Prošek

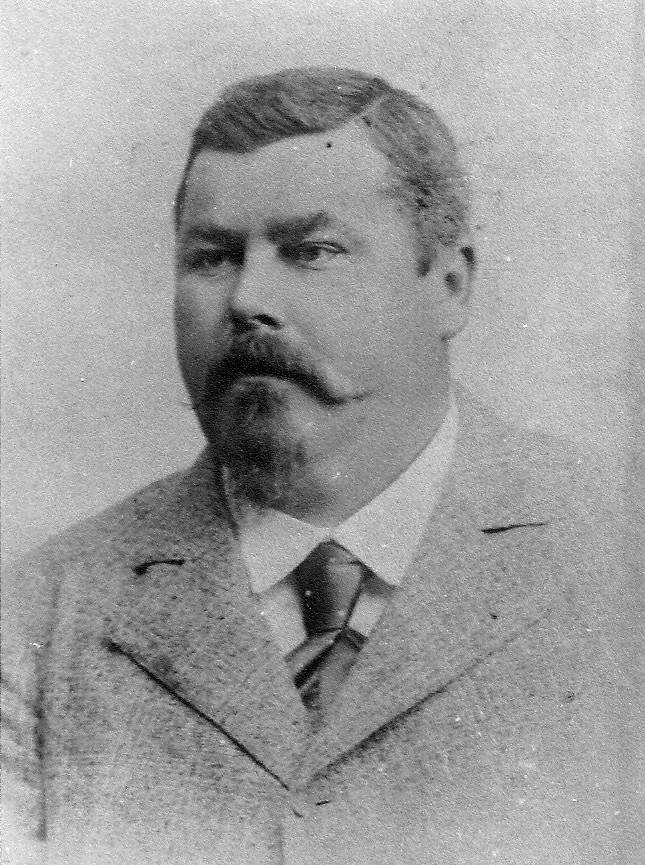
Bogdan Prošek

Bogdan Prošek (bulgarisch Богдан Прошек) (* 1858 in Beraun, Böhmen; † 26. Oktober 1905 in Sofia), geboren als Theodor Prošek (bulg. Теодор Прошек), war ein böhmischer Unternehmer. Er verbrachte den größten Teil seines Lebens in Bulgarien. Theodor Prošek änderte 1879 seinen Vornamen offiziell in die entsprechende bulgarische Form um: aus Theodor Prošek wurde Bogdan Prošek (bulg. Богдан Прошек/Bogdan Proschek).
Er ist der Bruder von Jiří Prošek und der Cousin von Václav Prošek und Josef Prošek.

## Biografie
Bogdan Prošek absolvierte die tschechische technische Hochschule in Prag. Bogdan Prošek kam 1878 nach Bulgarien, wo sich bereits 1871 sein Bruder Jiří Prošek niedergelassen hatte. Gemeinsam gründeten die Brüder 1879 die erste Druckerei, genannt Hofdruckerei Sofia (wurde 1944 während der Bombardierung von Sofia zerstört und 1947 nationalisiert) und 1884 die Brauerei Prošek. Diese Brauerei war damals die größte Brauerei Sofias. Später gründeten die Brüder noch eine Keramikfabrik.
Die Brüder Prošek haben sieben Jahre nach der Brauerei (1881 bis 1884) auch die Löwenbrücke (1888 bis 1891) und die Adlerbrücke (1889 bis 1891) erbaut. Bogdan Prošek war auch am Bau des Hafens von Warna (1905) beteiligt.
Theodor/Bogdan Prošek heiratete Wilhelmina und hatte mit ihr drei Töchter (Boschena, Milka und Wlasta), sowie einen Sohn (Bogdan). Die Tochter Boschena heiratete Josef Urban, der viele Jahre ein hoher städtischer Angestellter in Prag gewesen war. Die zweite Tochter Milka heiratete Georgi Kupow. Die Mitgesellschafter der Familienfirma "Gebrüder Georgi und Bogdan Proschek" (bulg. Братя Георги и Богдан Прошек) wollten ihn jedoch von der Leitung ausschließen, was über 20 Jahre zu andauernden Streitigkeiten und Auseinandersetzungen in der Firma führte.